# Virgen de las Nieves
Virgen de las Nieves es una antigua advocación mariana que se remonta al siglo IV y que está muy extendida en Italia, España, Hispanoamérica y Portugal. La imagen venerada en la Basílica Papal en Roma fue dada por el papa y es el ícono romano de la Salus Populi Romani. Suele festejarse el 5 de agosto.
El origen, según la Enciclopedia Católica, se atribuye a la época del papado de Liberio (352 - 366) en el que se relata que un anciano y acaudalado matrimonio de la nobleza patricia de Roma que no había tenido hijos y a los que se atribuía gran caridad hacia los demás, solicitó de la Virgen María que les señalase qué debían hacer con sus bienes para garantizar el mejor uso cristiano de la herencia. La tradición católica cuenta que la Virgen se manifestó ante ellos y les indicó que, allá donde señalara, se le construyese un templo. El perfil de la iglesia fue dibujado en el suelo por una milagrosa nevada que ocurrió el 5 de agosto de 358 en lo alto del monte Esquilino. Fue entonces dedicada la Basílica de Santa Maria Maggiore. Los católicos locales conmemoraban el milagro en cada aniversario lanzando pétalos de rosa blanca desde la bóveda durante las vísperas cuando se celebraba el Vetus Ordo Misae, en la actualidad es durante la misa. Otras versiones afirman que la Virgen se apareció en sueños a los esposos y al Papa y les anunció la nieve de agosto.
La obra se concluyó dos años después, con la financiación de la familia patricia y el apoyo eclesiástico. La iglesia desapareció no mucho tiempo después, y fue reconstruida por el papa Sixto III alrededor del año 434, siendo en la actualidad la Basílica de Santa María la Mayor.
La devoción a la Virgen de las Nieves quedó reducida a Roma y su periferia, al menos hasta los inicios del año 1000. La primera obra artística de la que se tiene constancia que representó el milagro se atribuye a un discípulo de Giotto que se conserva en la basílica actual.
En el término municipal de Sallent de Gallego en honor a la Virgen de las Nieves, se realiza una ascensión al pico tresmil fronterizo llamado La Gran Facha. Además se realiza allí (o en el collado, dependiendo la climatología de alta montaña) una misa y bendición de material alpino (bastones, piolets, crampones...), así como lectura de los nombres de montañera/os franceses y españoles muertos en la montaña junto con el lugar del accidente. Es libre su asistencia, lo organiza la Asociación Hispano-Francesa Amigos de La Gran Facha y el CAF (Club Alpino Francés).

## Fiestas y lugares de  culto

### Argentina

#### Buenos Aires
Pese a que la República Argentina tiene una patrona en particular, la Virgen de Luján, varias de sus provincias también tienen una.
La Virgen de las Nieves es la patrona (femenino) de la Ciudad Autónoma de Buenos Aires, siendo su patrono (masculino) San Martín de Tours.
Las noticias más antiguas de su patronazgo se remontan a 1611, en que en Actas del Cabildo de Buenos Aires se establece que se celebre su fiesta. Las mismas Actas confirman que bajo esta advocación, María era protectora de Buenos Aires desde su fundación en 1580. Desde por lo menos 1672, la imagen se veneraba en la primitiva iglesia de los jesuitas.
Las Actas del Cabildo de Buenos Aires hacen numerosas veces referencias al patronazgo de Virgen de las Nieves. 
En el Acta del 11 de octubre de 1688 se afirma, por ejemplo: 
"...Virgen de las Nieves, patrona de esta Ciudad y puerto desde su fundación, que está colocada con toda decencia en el colegio de la Compañía de JHS de esta çiudad …" (Acuerdos del Extinguido Cabildo de Buenos Aires, serie I, tomo XVII, libros XI y XII, años1687 a 1691, p. 211, Buenos Aires,1924).                        
No era sin embargo una devoción nueva para esos años ya que en el Acta del 27 de julio de 1611 el Cabildo acordó que: 
"...el día de Virgen de las Nieves, que es a cinco de agosto; a voto desta ciudad, se haga la festividad acostumbrada..." (id. Serie I, tomo II, libros I y II, p 390-391, Buenos Aires, 1907). 
El 9 de febrero de 1692, el Cabildo acordaba "...por cuanto desde la fundación de esta ciudad, se formó y puso como lo ha estado hasta el tiempo presente, un cuadro de lienzo en el que están dibujados los patronos de Buenos Aires, que son la Virgen Santísima María Virgen de las Nieves y San Martín, y que dicho lienzo respecto a su antigüedad, se halla casi sin efigies, es necesario se haga y forme otro nuevo".
Después de la expulsión de los jesuitas, Virgen de las Nieves continuó siendo objeto de veneración en el mismo templo, pues en 1772 se llevó en procesión desde el Colegio del Rey hasta la Catedral, nuevamente.  (Acuerdos del Extinguido Cabildo de Buenos Aires, serie III, tomo IV, libros XXXV y XXXVI, p 450, Buenos Aires, 1928). 
La devoción a esta imagen continuó mantenida por una hermandad de españoles, que, según testimonia el P. Lozano s.j., existía desde principios del siglo XVIII. 
Esta cofradía, según los documentos, se reunía los sábados por la noche, con exposición del Santísimo Sacramento, oración y lectura espiritual y duró hasta, por lo menos 1791. 
Durante estos últimos años se ha celebrado en la Parroquia de San Ignacio la Fiesta de Virgen de las Nieves el 5 de agosto con especial solemnidad, en la intención de recordar a los porteños tan antigua devoción. 
Recordemos también que Virgen de las Nieves se encuentra representada en el antiguo escudo de la Ciudad que se conserva en la Sala Capitular del actual Museo Histórico del Cabildo.   
En la parte posterior de la Casa de Gobierno de la República Argentina (Casa Rosada) se encuentra una plaza que lleva su nombre.

#### San Carlos de Bariloche
Virgen de las Nieves también es Patrona de San Carlos de Bariloche.

#### Mendoza
Se le tiene gran devoción en Mendoza y es patrona de las actividades de montaña.

### España

#### Las Gabias
La devoción a la Virgen de las Nieves, sin duda alguna, es algo que caracteriza al pueblo de Las Gabias. Son diferentes las actividades que se realizan en su honor: flores de mayo, aniversario de coronación canónica, presentación de carteles y pregones que anuncian que está próxima su fiesta, la tradicional ofrenda floral, la novena previa también a su festejo el cinco de agosto, entre otras…
Dentro de los relatos que destacan, sobre cómo nació dicha devoción, y el por qué adoptar como patrona a la Virgen de las Nieves, se encuentra la siguiente narración:
“(…) el cinco de agosto de 1611, por la tarde, se levantó un grandísimo torbellino y tempestad de agua y piedra en la vega de la ciudad de Granada que duró poco más de media hora, el cual hizo muchísimo daño en las heredades, huertas y otras haciendas del campo, particular en el lugar de Alhendín, en la dicha vega, término y jurisdicción de la dicha ciudad de Granada, en el cual dejó destruidas las viñas de su término y olivares; y fue el daño de tanta manera que no se cogió aceite en el dicho lugar y para memoria de tan grande inundación los vecinos hicieron voto y promesa unánimes y conformes, así para ellos como para los venideros, de guardar y festejar el día de nuestra Señora de las Nieves para siempre jamás como día festivo, con gran solemnidad, haciendo procesión por las calles: así lo votaron y juraron en la iglesia parroquial de la dicha ciudad a campana tañida en agregación y cabildo”.
Existe otro relato que expresa que años después cayó un rayo en la Ermita y que este no causó perjuicio ni daño a nada ni a nadie, de esta manera la devoción se fortaleció. Fue el 25 de mayo de 1615 cuando se encargó la talla de la imagen de la virgen al escultor granadino Bernabé de Gaviria por el alcalde ordinario Luis Sánchez de Castro.
El Escobar (Cehegín)
La Virgen de las Nieves de El Escobar se venera desde al menos el siglo XVI en su Ermita de El Escobar. La Virgen de las Nieves celebra su fiesta el primer fin de semana de agosto. En ellas se realiza la multitudinaria romería por los caserios de la pedanía y el domingo se realiza una solemne función religiosa y por último acto las tradicionales pujas de la Virgen.

#### Sierra Nevada

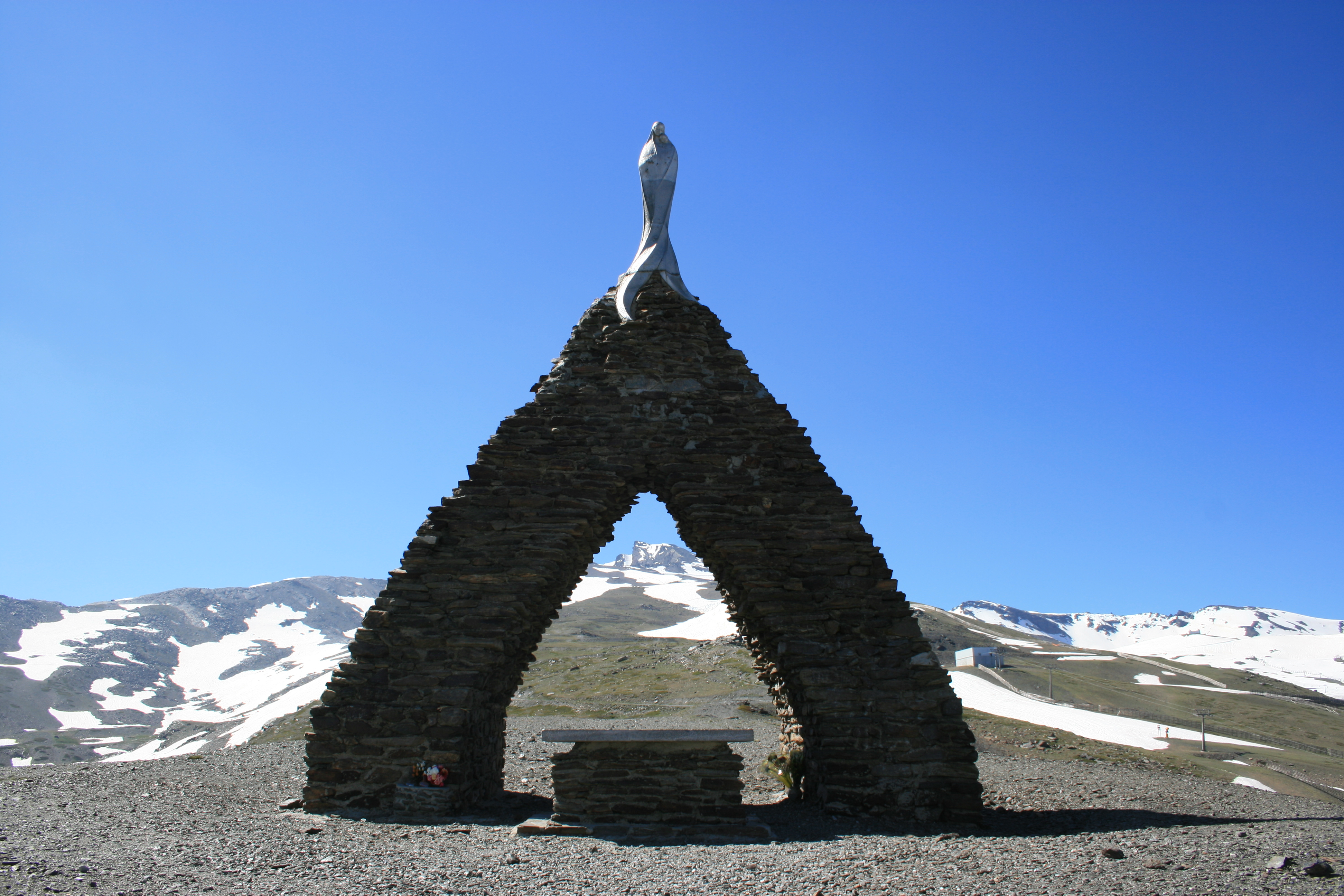
Monumento a la Virgen de las Nieves, patrona de Sierra Nevada. Al fondo, a la derecha, cubiertos por la nieve, destacan los Tajos de la Virgen; y junto a ellos, a su izquierda, sobre el edificio de la estación superior del Telesilla Virgen de las Nieves, se aprecia el Collado del Veleta o puerto de la Carihuela (o Carrigüela). El pico del Veleta es el que aparece en la foto bajo el arco del monumento.

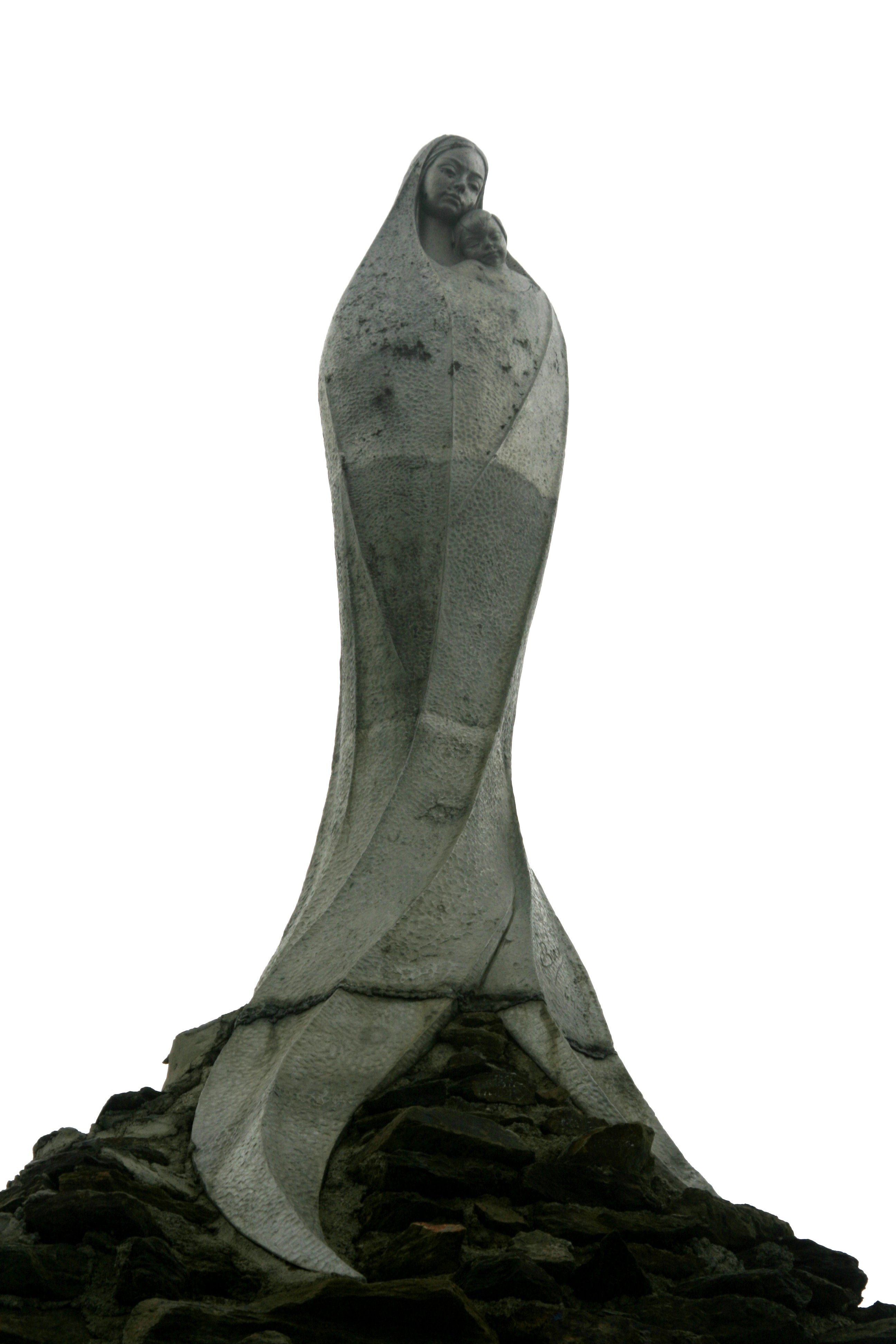
Escultura en aluminio de Ntra. Sra. de las Nieves realizada por Francisco López Burgos, que corona el arco del monumento.

En Sierra Nevada, diversos textos relatan la historia del sacerdote Martín de Mérida, beneficiado del alpujarreño pueblo de Válor, que junto a su asistente Martín Soto, estando precisamente el 5 de agosto de 1717 de travesía por Sierra Nevada camino hacia Granada y cuando coronaban el puerto de la Carihuela, también conocido como Collado del Veleta por su proximidad al Pico de este nombre (el segundo más alto de este macizo y tercero de la península ibérica), estando a unos 3200 metros de altitud se encontraron perdidos en medio de una tormenta de nieve que súbitamente les sorprendió. Tras ponerse los dos a rezar fervorosamente como último remedio para el peligro que corrían, a ambos se les apareció la Virgen María con su Hijo en brazos, calmando los elementos e indicándoles el camino a seguir y salvándolos así de una muerte segura. A partir de entonces, a los tajos próximos a ese lugar se les conoce como Tajos de la Virgen. Al pie de éstos, cerca de los Lagunillos de la Virgen, el clérigo alzó al año siguiente, agradecido, una ermita, que pronto acabó destruida por la climatología adversa. En el año 1724 se sustituyó esta primera ermita por otra, situada algo más abajo, en los Prados del Borreguil, también llamados de la Ermita, a unos 2700 m s. n. m., en las inmediaciones de donde actualmente se ubican las estaciones inferiores de los Telesillas Dílar y Laguna, de la Estación de Esquí; pero tampoco ésta resistió el ataque de los hielos, emplazándose en 1745 una tercera ermita a menor altitud (1380 m s. n. m., en el Picón del Savial) conocida como Ermita Vieja (la cual hoy, reconstruida, alberga un Aula de la Naturaleza del parque natural de Sierra Nevada) y posteriormente, como ésta quedaba todavía muy alejada de la localidad de Dílar, a cuyo término municipal pertenecen todos los lugares aludidos, en 1796 Mateo Benítez, beneficiado de esta población, ante el auge del fervor popular, encargó al maestro de obras Manuel Garnica la construcción del actual Santuario dedicado a esta advocación mariana situado a las afueras de dicha población, siendo Juan de Toro el artífice del camarín en 1855. Desde aquel milagroso suceso, la Virgen de las Nieves fue tenida por patrona de Sierra Nevada.
Esta tradición se ha mantenido viva hasta la actualidad, siendo muy populares las misas y romerías montañeras que cada año, conmemorando esa fecha, se suelen realizar por distintas cumbres de Sierra Nevada (Mulhacén, Veleta...). Y desde el otoño de 1968, un monumento construido e ideado por Don Mariano Santiago Granados (quien recaudó los fondos necesarios para ello y subió hasta el sitio el monumento de la virgen en su vehículo propio), consistente en un altar hecho con piedras del lugar seguido de arco apuntado de 9 metros, del mismo material, y rematado con una imagen de la Virgen con el Niño, de 3 metros de altura, obra vaciada en aluminio del escultor Francisco López Burgos, preside sobre la Estación de Esquí y Montaña de esta sierra. La imagen había sido bendecida el 30 de enero de 1966 por el arzobispo de Granada Rafael García y García de Castro en el albergue universitario, próximo al lugar en que quedó emplazada. Pero previamente, al celebrarse esta festividad en el año 1961, un boceto de esta misma talla de la Virgen de las Nieves, elaborado en piedra artificial a costa del industrial Nicolás García Oliveros, presidió por vez primera la misa celebrada en la cumbre del Veleta, lugar donde había quedado entronizado este boceto el 4 de diciembre de 1960 por grupos de montañeros granadinos, aunque tampoco soportó durante mucho más tiempo las inclemencias meteorológicas propias de tan elevada altitud (3394 m s. n. m.).

#### Pegalajar (Jaén)
La Virgen de las Nieves también es patrona de Pegalajar celebrando dicha festividad el mencionado 5 de agosto, siendo el patrón principal San Gregorio Nacianceno, celebrado el 9 de mayo.

#### Alaraz (Salamanca)
La Virgen de las Nieves es la patrona de Alaraz, celebrando su fiesta el día 5 de agosto, siendo el patrón principal el
Santísimo Cristo del Monte, cuya fiesta se celebra el 14 de septiembre.

#### Muñogalindo (Ávila)
La Virgen de las Nieves también es patrona de municipios como Muñogalindo celebrando dicha festividad el mencionado 5 de agosto, siendo el patrón principal San Lucas, celebrado el 18 de octubre.

#### Los Palacios y Villafranca
En la parroquia mayor y más antigua de Santa María la Blanca hallamos en su altar mayor a la patrona y alcaldesa perpetua de este pueblo, que recibe sus cultos a principios de agosto, teniendo lugar su gloriosa procesión el día 5 de agosto, en su festividad. La imagen es obra de Gabriel de Astorga, del año 1864. La virgen y su devoción nació gracias a los reyes católicos, grandes devotos de esta advocación.

#### Susañe del Sil, Páramo del Sil, y Anllares
La Virgen de las Nieves patrona de estas tres localidades de El Bierzo es venerada con una romería hacia una ermita dedicada a ella donde se ejecutan eucaristías durante toda la mañana, y se ejecuta un mercadillo con varios puestos y productos. 

#### Almagro
Virgen de las Nieves Patrona de Almagro

#### San Pedro de Ceque (Zamora)
Virgen de las Nieves, patrona de San Pedro de Ceque, cuya romería tiene lugar el 5 de agosto y culmina en la ermita con el mismo nombre. A la entrada del templo se realiza una puja en la que varios fieles ofrecen parte de sus riquezas por bajar a la virgen de las andas e introducirla en el templo.

#### Selva de Irati (Navarra)
Ermita dedicada a Nuestra Señora de las Nieves.

#### Vitoria
Virgen de las Nieves, llamada también Virgen Blanca, se encuentra en la Iglesia de San Miguel y es una talla realizada en 1854 por el escultor Alejandro Valdivieso. En 1921 fue declarada Patrona de Vitoria y en octubre de 1954 fue coronada canónicamente como Reina de la Ciudad.
El 4 de agosto comienza la fiesta por excelencia de Vitoria (Álava) con el repique de las campanas de San Miguel y el tradicional "chupinazo" que a las seis en punto de la tarde anuncia el comienzo de las fiestas en honor de la Virgen Blanca, (la patrona de la ciudad). La bajada del Celedón, da comienzo a la fiesta con el bullicio de miles de personas que se congregan en la Plaza de la Virgen Blanca. A la una de la madrugada del día 10 de agosto "Celedón" se despide de la ciudad, volviendo a subir a la torre campanario de San Miguel entre fuegos artificiales y la tristeza de los asistentes.

#### Arcos de la Frontera
Se celebra en este rincón de Cádiz, la Fiesta a la Santísima Virgen, en su advocación de las Nieves el día 5 de agosto. Desde 1737 es nombrada Patrona, compartiendo dicho patronazgo con la del Rosario. Dicha fiesta, es nombrada día de precepto desde el 20 de junio de 1640 por Bula Papal.
Más recientemente es nombrada Alcaldesa Perpetúa. En la actualidad se viene realizando Función en honor a la Santísima Virgen en la mañana del 5 de agosto y, posteriormente por la tarde, procesión con la Imagen milagrosa.
Los días previos se viene realizando desde tiempo inmemorial fiesta civil en honor a la Patrona, que en la actualidad han llegado en forma de Velada. Se celebra la víspera de la Solemnidad en el entorno de la Basílica Menor de Santa María de la Asunción, sede que acoge a la Imagen de la Santísima Virgen.

#### Sallent de Gállego
Esta advocación mariana también es muy celebrada en la villa pirenaica de Sallent de Gállego (Huesca), donde tienen lugar sus fiestas patronales en torno al 5 de agosto. La imagen de la Virgen se venera en la iglesia parroquial. En su honor se canta la ancestral Misa Solemne de Sallent. En torno al día 5 de agosto se celebran dos romerías: en los diás previos a las fiestas patronales una primera romería hasta el Llano de Las Tornalizas y, el segundo viernes de agosto, una segunda romería hasta Respomuso.

#### Canarias
En La Palma (Canarias) se tiene a la Virgen de las Nieves como patrona de la toda la isla y su santuario se encuentra en su capital, Santa Cruz de La Palma, fervor alimentado por la creencia de que defiende a estas tierras de la sequía. El acto más representativo de sus fiestas es la Bajada de la Virgen, que se celebra periódicamente cada cinco años desde 1680. Los romeros, ataviados con vistosos trajes regionales, parten del Santuario del Monte camino de la capital cargados con las 42 piezas de plata que componen el trono de la Virgen. También en Canarias la Virgen de las Nieves es venerada en el pueblo de Los Realejos, concretamente en el barrio de La Zamora (Tenerife), en Taganana (Tenerife), en Agaete (Gran Canaria) y en Telde (Gran Canaria) donde es Alcaldesa Celestial Mayor y Perpetua. En Tenerife, junto al Parador de Turismo de Las Cañadas del Teide se encuentra una pequeña ermita dedicada a la Virgen de las Nieves la cual es el templo cristiano a más altitud de España. También es la histórica patrona de la isla de Lanzarote venerada en la villa de Teguise.

#### Nieves
En Galicia en el Noroeste de España hay un municipio justo en la frontera con Portugal llamado Nieves el cual toma su nombre por la aparición de abundante nieve un 5 de agosto. Se venera la Virgen de las Nieves y todos los 5 de agosto hay una romería y fiestas. Es una Virgen muy venerada.

#### Chinchilla de Montearagón
Virgen de las Nieves es patrona de la ciudad de Chinchilla de Montearagón (Albacete). La imagen de la Virgen de las Nieves de Chinchilla es una pequeña talla de alabastro del siglo XIV de 25 centímetros de altura, en honor a la cual se celebran dos festividades anuales: su onomástica el 5 de agosto, que coincide con las fiestas de la población, y la Soldadesca el tercer domingo de mayo, instaurada por el rey Felipe V en el año 1739.

#### Granderroble (Asturias)
En este barrio de la parroquia asturiana (España) de Quintueles se celebran las fiestas en honor a la Virgen en su capilla el 5 de agosto, con una misa de campaña, bailes regionales y una jira (comida) campestre. 

#### Benacazón
En Benacazón, Sevilla, la Virgen de las Nieves ostenta el título de Patrona y Alcaldesa Perpetua de la Villa. La imagen es anónima y bastante antigua. Se dice que en el siglo XIX libró a los benacazoneros de una epidemia de peste que asolaba la provincia sevillana, viniendo personas de todos los lugares, incluso de la capital hispalense, para hacerle llegar sus plegarias. El 5 de agosto la Virgen de las Nieves sale en procesión en su paso, al estilo sevillano, y el día 6 del mismo mes es trasladada a una barriada del pueblo para el rezo de la salve.

#### Rubí de Bracamonte
En Rubí de Bracamonte, Valladolid, la Virgen de las Nieves es patrona, y en su honor se celebran las fiestas el 5 de agosto.

#### Olivares
La Virgen de las Nieves es la patrona de Olivares, Sevilla. Esta advocación da nombre a la antigua Colegiata fundada en el siglo XVII por Enrique de Guzmán y Rivera, segundo conde de Olivares. Una escultura de la virgen, obra de María Roldán, hija de Pedro Roldán,  preside el altar mayor. El día 5 de agosto se celebra la feria en honor a la Virgen de las Nieves. 

#### Olmeda del Rey
En el pueblo conquense de Olmeda del Rey se celebran las fiestas en honor a esta Virgen en agosto, patrona del mismo. Existe una imagen de madera en la iglesia que se saca en procesión.

#### Tejadillos
Otro pueblo conquense, Tejadillos, en plena serranía, tiene también por patrona a la Virgen de las Nieves. La imagen se conserva en el templo parroquial en la hornacina central del Altar Mayor, aunque, en otro tiempo, estaba en su ermita de la que aún se conservan los muros perimetrales.

#### Blimea (Asturias)
Blimea celebra las fiestas en honor a esta virgen el primer fin de semana de agosto culminando con una tradicional "jira" campestre.

#### Aspe (Alicante)
En Aspe las fiestas se celebran en honor a la Virgen de las Nieves del 3 al 21 de agosto los años pares, coincidiendo con las fiestas de Moros y Cristianos del 7 al 10 de agosto.
Los años impares se celebran en el vecino pueblo de Hondón de las Nieves, ya que comparten a su patrona.

#### Hermandad de Campoo de Suso (Cantabria)
La Hermandad de Campoo de Suso es un municipio situado al sur de Cantabria. En la época estival es cuando se celebran muchas fiestas populares campurrianas. El 5 de agosto es el día grande de la festividad de Virgen de las Nieves o de Labra, patrona de Suso. Miles de personas se reúnen en la localidad de Celada de los Calderones, concretamente en la campa de la Virgen de Labra, a orillas del río Híjar. La advocación tradicional corresponde a Virgen de Labra, por contar la leyenda que fue encontrada su efigie por un pastor en la "Cuesta Labra", un monte de la sierra de Híjar. El día antes comienza la fiesta con la celebración de una verbena amenizada con música variada. Durante el día grande tiene lugar al mediodía el oficio de una misa en la que interviene el grupo de música antigua “Capilla del Castillo de Argüeso”. Después, como ocurre en todas sus fiestas, el folclore campurriano tendrá el protagonismo. A la hora de la comida se reúnen en la campa lugareños y visitantes para degustar una sabrosa comida popular. Para la tarde queda el partido de fútbol y más actuaciones folclóricas. El punto final a la fiesta lo pone la romería y la verbena nocturna.

#### Guriezo (Cantabria)
Guriezo es un municipio de la provincia y comunidad autónoma de Cantabria. La «Ermita de las Nieves», dedicada a la Virgen de las Nieves, se ubica a 778 m s. n. m, en el pico de las Nieves. La cita más antigua del santuario data de 1356, cuando estaba bajo la custodia de un ermitaño. Es un edificio sencillo y macizo, situado en el vértice del pico. Está protegido por una barandilla, pues el risco tiene una caída considerable. El día de la celebración, 5 de agosto, hay una romería y, en la plataforma al pie de la ermita, se celebra una misa de campaña. La ermita estaba dedicada a la «Virgen de los Castros». Un día 5 de agosto cayó una gran nevada y se le cambió el nombre a «Virgen de las Nieves». A una fuente cercana se le atribuyen poderes curativos. A la festividad acude gente de sitios cercanos como Guriezo, Ampuero, Laredo, Liendo, Limpias, Rasines y Trucíos. La ermita estaba destinada a ser levantada a menor altitud y cuenta la tradición que, sin embargo, la Virgen había elegido el pico y por la noche unos mancebos angelicales acarrearon con bueyes los materiales para la ermita a lo alto del castro. Los lugareños recogieron en mensaje y construyeron la ermita allí. La cofradía «Virgen de las Nieves» se constituyó en 1965 para mantener el culto. Hay una tonadilla que dice La Virgen de las Nieves tiene unos bueyes con campanillas de plata y listones verdes.

#### Reina (Badajoz)
La Virgen de las Nieves es patrona de este pueblo de la Campiña Sur de Extremadura. Dentro del recinto amurallado de su formidable Alcazaba sita en lo alto de un cerro, se encuentra una ermita con vestigios visigóticos donde se la venera. En ella permanece durante todo el año. El día cinco de agosto por la tarde se baja en procesión hasta la parroquia del pueblo. En la tarde del día quince de agosto se vuelve a subir la imagen a la ermita de la Alcazaba.

#### Lafortunada  (Huesca)
La Virgen de las Nieves es patrona de Lafortunada, pequeña población del pirineo aragonés. Se celebra el 5 de agosto y las fiestas en su honor coinciden con el primer fin de semana de agosto (jueves-domingo).

#### Pobladura de la Sierra (León)
En Pobladura de la Sierra la Virgen de las Nieves es la patrona de este  pequeño cuya festividad se celebra el 5 de agosto. A las afueras del pueblo se erige una ermita en su honor.

#### Villanueva de la Jara (Cuenca)
En el Convento del Carmen y santuario de Virgen de las Nieves, que fue de frailes carmelitas descalzos hasta que estos se marcharon en el año 1835 por la desamortización de Mendizábal, hoy iglesia, se venera la imagen gotizante del siglo XIII de Virgen de las Nieves, patrona de Villanueva de la Jara. Esta imagen tuvo su origen en Roma y fue traída en el año 1508, y la veneraron en esta villa como patrona. En el siglo XVII se fundaría el Convento del Carmen de frailes carmelitas descalzos y en su iglesia se veneraría esta hermosa imagen de la Virgen de las Nieves.

#### Las Machorras (Burgos)
Festividad de las Nieves el día 5 de agosto en Las Machorras, declarada de Interés Turístico de Castilla y León.

#### Ibiza
La Virgen de las Nieves es la patrona de la isla de Ibiza conjuntamente con San Ciriaco de Atalia.

#### La Algaba
En La Algaba, situada en la provincia de Sevilla, se encuentra la iglesia de Santa María de las Nieves. Se comenzó a construir a finales del siglo XIV y se terminó a comienzos del siglo XVI. Era de estilo gótico-mudéjar. Tuvo que ser reedificada tras el terremoto de Lisboa en 1755. Es una iglesia de estilo mudéjar con planta de cruz latina y tres naves. Está cubierta con bóvedas de crucería, entre la que destaca la del crucero de terceletes con prolongación estrellada hacia el ábside. La torre es del siglo XV. En el centro del retablo hay una imagen de la Virgen de las Nieves del siglo XVIII.

#### Montiel (Ciudad Real)
En el antiguo poblado de Torres, en Montiel, quedan en pie las ruinas de la Iglesia de Santa María de las Nieves, lugar donde se daba culto a la imagen de la Virgen de las Nieves, que actualmente se encuentra en la Iglesia Parroquial de Montiel.

#### Villanueva y Geltrú (Barcelona)
En Villanueva y Geltrú se celebra a principios de agosto las Fiestas de las Nieves (Festes de les Neus).

### Francia

#### Alpe d'Huez
En esa localidad, situada en los Alpes Franceses, se encuentra la parroquia de Nuestra Señora de las Nieves, del siglo XX. Destaca el órgano en forma de mano, diseñado en 1978 por Detlef Kleuker.

### México

#### Ciudad Nezahualcóyotl (Estado de México)
En la parroquia de la Virgen de las Nieves, ubicada en la Colonia Loma Bonita, se festeja año tras año con tapetes elaborados de aserrín con mucho colorido. Hay también pirotecnia y música en vivo. 

#### Palmillas (Tamaulipas)
El templo de Nuestra Señora de Las Nieves fue construido a finales del siglo XVII. Antes de ser dedicado a Santa María de las Nieves, fue agregado a Santa María la Mayor de Roma por decreto del cabildo del 2 de marzo de 1777 en conformidad del privilegio del Señor Clemente XII por su bula del 8 de junio de 1736, para que las personas que la visitasen puedan ganar las indulgencias que tiene concedidas aquella basílica.
El templo tiene una planta de cruz latina, con dos capillas laterales y una anexa, una bóveda de cañón con lunetos cubre la nave principal y el ábside, en tanto que el crucero es cubierto por una cúpula gallonada sobre tambor octogonal con ventanas en cada uno de sus lados.
Las dos capillas, una de estilo salomónico dedicada a San Antonio de Padua y la otra de estilo estípite dedicada a la Virgen del Perpetuo Socorro, albergan magníficos retablos barrocos.
El presbiterio tiene un altar neoclásico con camarín al centro; al pie de la nave principal se encuentra el coro alto sobre una bóveda de cañón.
Las torres son lisas, los campanarios, de un solo cuerpo, tienen vanos de medio punto, pilastras lisas, cornisamentos y cupulín con linternilla.
La Virgen de las Nieves es patrona de esa localidad ubicada en el estado mexicano de Tamaulipas, su festividad es en el mes de agosto.

#### Ciudad de México
Parroquia de Virgen de las Nieves, ubicada en la Ciudad de México, calles San Gonzalo esquina Santo Tomás, Colonia Pedregal de Santa Úrsula, Coyoacán, CDMX,  México

#### Villa las Nieves, Ocampo, Durango
Virgen de las Nieves es patrona del municipio más septentrional del estado norteño de Durango y su festividad se celebra cada 5 de agosto. Pertenece al municipio de Ocampo que a su vez es parte del Camino Real de Tierra Adentro. Esta comunidad se encuentra sobre la autopista Panamericana entre Victoria de Durango, Dgo. e Hidalgo del Parral, Chihuahua.

#### Santa María del Monte, Vicente Guerrero, Puebla
Virgen de las Nieves es la patrona del municipio de Vicente Guerrero, el cual fue reconocido como santuario perteneciente a la diócesis de Tehuacán. Que año con año recibe a una gran cantidad de fieles que llegan a sus plantas desde diferentes comunidades cercanas hasta personas que vienen de Veracruz o CDMX debido a que es muy milagrosa. El Templo de Nuestra Señora de Las Nieves fue construido a finales del siglo XVII. Antes de ser dedicado a Santa María de las Nieves, fue agregado a Santa María la Mayor de Roma por decreto del cabildo del 2 de marzo de 1777 en conformidad del privilegio del Señor Clemente XII por su bula del 8 de junio de 1736, para que las personas que la visitasen puedan ganar las indulgencias que tiene concedidas aquella basílica.
El templo tiene una planta de cruz latina, con dos capillas laterales y una anexa, una bóveda de cañón con lunetos cubre la nave principal y el ábside, en tanto que el crucero es cubierto por una cúpula gallonada sobre tambor octogonal con ventanas en cada uno de sus lados. Las dos capillas, una de estilo salomónico dedicada a San Antonio de Padua y la otra de estilo estípite dedicada a la Virgen del Perpetuo Socorro, albergan magníficos retablos barrocos. El presbiterio tiene un altar neoclásico con camarín al centro; al pie de la nave principal se encuentra el coro alto sobre una bóveda de cañón. Las torres son lisas, los campanarios, de un solo cuerpo, tienen vanos de medio punto, pilastras lisas, cornisamentos y cupulín con linternilla.

### Perú

#### Sihuas (Ancash)
En Sihuas durante quince días. Se replica dos días en Lima por los naturales de Sihuas, residentes en la metrópoli limeña. Así mismo en la ciudad de Trujillo.

#### Coracora (Ayacucho)
En Coracora las celebraciones a la Virgen inician el 25 de julio (bajada de la Virgen) y culminan el 25 de agosto (subida de la Virgen), siendo en total 1 mes de celebraciones. Es la celebración más representativa y grande en todo el Perú hacia la Virgen de las Nieves.
La celebraciones principales son las siguientes:
- 2 de agosto: Peregrinación a la gruta de la Virgen en el nevado Pumahuiri.
- 3 de agosto: Entrada de Negritos, niños elegidos por concurso para bailar, cantar y loar a la Virgen durante las celebraciones.
- 4 de agosto: Entrada de Chamiza, cuenta la leyenda que luego que la Virgen fue ubicada en Pumahuiri se le trasladó a la ciudad de Coracora y se armaron grandes fogatas por tal acontecimiento, desde ahí, con ayuda de las comunidades campesinas vecinas, está fecha se traen plantas de retama para ser quemadas en la noche en medio de música y baile.
Ese mismo día por la noche se realiza una presentación de fuegos artificiales, quizá uno de los más impresionantes del Perú y culminado este acto inicia la serenata principal a la Virgen con participación de artistas locales y nacionales.
- 5 de agosto: Día Central, se realiza una imponente procesión de la Virgen alrededor de la plaza principal de la ciudad de Coracora.
- 6, 7 y 8 de agosto: Feria Taurina de la Virgen de las Nieves, se realizan 3 extraordinarias corridas de toros con toros de lidia de casta y con carteles de toreros nacionales e internacionales que se ubican en los primeros lugares de la escalafón mundial.
- 12 de agosto: Procesión de octava, se realiza una imponente procesión de la Virgen alrededor de la plaza principal de la ciudad de Coracora, por medio de la cual se despide hasta el siguiente año

#### Tinta-Canchis-Cusco
En Tinta son 4 días de festividad.
En el año 2018 fue coronada por orden del papa Francisco, tras su arribo a Perú y el viaje de la imagen a Puerto Maldonado, Madre de Dios.

#### Vito - Antabamba - Apurimac
En Vito son 5 días de festividad.

#### Santa Cruz - Puquio - Lucanas - Ayacucho
En Santa Cruz de Puquio son 7 días de festividad.
Por los años 1800, un atardecer de lluvia torrencial cuatro forasteros en sendas mulas con bridas y espuelas de plata, arreando dos acémilas
con carga llegaron a un pueblito pequeño llamado Santa Cruz-Puquio-Lucanas, buscando a las autoridades para solicitar alojamiento en vista de que no podían continuar a la hermana provincia de Parinacochas por la lluvia y el viento que impedía avanzar a las acémilas.
Una vez instalados en la casa del teniente gobernador, le comunicaron que venían del Puerto de Lomas y el viaje era muy largo y cansado, que al amanecer iban a continuar el camino. Con la alegría de servir al prójimo el Teniente Gobernador ofreció a los viajeros un caldo de gallina muy reconfortante para mitigar el frío, para sus acémilas un cerco de alfalfar y para ellos un lugar donde descansar.
Después de conversar sobre el tiempo, el viaje y su natal pueblo, comunicaron que continuarían el viaje muy de madrugada porque estaban llevando a una “Virgencita” desde el Puerto de Lomas a su pueblo para su PATRONA, en vista de que los animales no podían continuar con la lluvia, el granizo y el viento habían visto por conveniente descansar hasta que cesara el viento y la lluvia.
Muy de madrugada los viajeros se levantaron para acomodar sus acémilas y continuar el viaje, sin embargo, empezó el viento y la lluvia que a medida que iban acomodando sus valijas la lluvia iba intensificándose, y cuando iban a acomodar en la acémila el cajón que contenía la “Virgen” empezó una granizada que impedía que la acémila caminara sin resbalar, motivo por el cual los forasteros esperaron que cesará el granizo, quedándose en este lugar por varios días, porque cada vez que cargaban a la bestia el cajón que contenía la “Virgencita” el viento, lluvia y granizo empezaban.
Los forasteros se quedaron varios días en el pueblo, y los cruceños por curiosidad iban y venían a la casa del Teniente gobernador, enterándose de que la preciada carga de los forasteros era una “Virgen”, por lo que en son de broma decían que la Virgencita debería llamarse “Virgen de la Nieves”, por la granizada que caía y la nieve que amanecía en el pueblo, y también decían que la “Virgen” quería quedarse en el pueblo, por eso llovía con viento y granizo que impedía que continuaran su camino.
Los forasteros cansados de esperar que cesará el viento, lluvia y granizo, suplicaron al Teniente Gobernador se lo guardará como oro el cajón que contenía a la “Virgencita” hasta su retorno, porque era la patrona de su pueblo, el Teniente Gobernador como toda autoridad dio su palabra de honor para guardar el preciado tesoro hasta su regreso.
Los forasteros se marcharon, con la seguridad de retornar a llevar a su Patrona, pero, pasaron los días, meses, años y los forasteros no regresaron para llevar a su Patrona, motivo por el cual los Cruceños en un cabildo acordaron que era designio del Señor nuestro Padre Eterno, que la Virgen-cita se quedara en el pueblo como Patrona ”Virgen de las Nieves” Patrona del Santa Cruz.
Entusiasmados los Cruceños construyeron una capilla, en donde veneraron a la “Virgencita de las Nieves” y le rinden homenaje en el 5 de agosto de todos los años hasta la actualidad comenzando el 3 de agosto hasta el siete de agosto culminando la fiesta con una tarde taurina.
Pasados los años, aproximadamente en 1800 los hijos de los españoles vinieron a vivir a este pequeño pueblo y construyeron una Iglesia pequeña en las afueras del pueblo con retablo y pan de oro, para afirmar la religión de los cruceños, tal es el caso que las nuevas casas de adobe han sido construidas a los alrededores del templo para estar más cerca de la “Virgencita de las Nieves”, equivalente a los alteres de las iglesias de Puno.
Por los años 1900, encabezados por las autoridades don Sabino López y don Crisogno Escobar la comunidad de Santa Cruz construyó la Iglesia actual con frontis de piedra labrada y la puerta con arco, por lo que el retablo es pequeño porque estuvo diseñado a la Iglesia antigua.
Por el año 2008, la señorita Elvia Estela Álvaro López empezó a planificar la ejecución de novenas en honor a la Virgen de las Nieves comprometiendo a las autoridades y algunas personas a llevar a cabo las primeras novenas, a partir de ese año se realizan las novenas y todos quieren pasar las novenas, comenzando con estas la festividad.
Actualmente en el anexo de Santa Cruz en el mes de agosto de todos los años celebramos las festividades de la santísima “Virgen de las Nieves”, cuya día central es el 5 de agosto y el día 6 de agosto es el día del Señor de la Santa Cruz. La Virgencita de las Nieves es muy milagrosa, pide con fe y te concederá.
Esta es la historia verdadera de nuestra Santa Patrona.
!
Recopilación del ideario de la devota Asunta López

#### Yurimaguas
En Yurimaguas —del 5 al 15 de agosto— la consagración de La Virgen de las Nieves es celebrada.

#### Villa de Pasco (Cerro de Pasco)
En Cerro de Pasco son 4 días de festividad.

### Venezuela

#### Ciudad Bolívar
Virgen patrona de Ciudad Bolívar, Estado Bolívar, el estado más grande de Venezuela, cuyas fiestas se celebran cada 5 de agosto de cada año, y es venerada su imagen en la Santa Iglesia Catedral Metropolitana de la Ciudad. Cada año se lleva en procesión por el Río Orinoco, por cuanto sus festividades coinciden con la Feria de la Sapoara, celebrada en Ciudad Bolívar en el mes de agosto. Es la patrona del Estado Bolívar.

#### Cagua Edo. Aragua
Cinco devotos, inmigrantes de la isla de La Palma (Canarias - España), se proponen a mediados de los años 60 llevar al pueblo que les acoge, Cagua, una réplica exacta de la imagen de la Virgen de Las Nieves de su tierra natal, para lo que piden colaboración entre sus paisanos. La idea se hace realidad en 1.976 cuando la virgen es entronizada en la iglesia matriz "San José de Cagua".
Llegada la imagen se plantean hacerle una ermita y deciden fundar una organización sin fines de lucro, para canalizar todo lo referente a las donaciones que ahora llegaban, ingresos por las fiestas, gestionar la construcción y futuro mantenimiento de la iglesia, aprovechar las peregrinaciones para que los devotos se hagan "Hermanos" (asociados) de la organización y de paso censar a "Los Palmeros" y sus familias que se encuentran a lo largo y ancho de Venezuela, para fomentar un punto de encuentro y auxilio entre los canarios y venezolanos, es ahí donde nace la "Hermandad Virgen de Las Nieves", que tiene su sede justo al lado de la iglesia.
En ese entonces, ya conformada y con carácter legal, la "Hermandad Virgen de Las Nieves" hace las gestiones ante la urbanizadora "Santa Rosalía C.A." que le cede un terreno que por ley le correspondería a una iglesia, no obstante la Hermandad hace gestiones para comprar una finca aledaña, edificar dicho templo y en un futuro una plaza (pérgola) y un escenario tipo concha acústica. En agosto de 1978 se pone la "primera piedra” y en mayo del 1.979 se vacía la primera base de la iglesia donde, como nota curiosa, algunos devotos lanzan monedas de oro y plata, que se encuentran "fundidos" en el hormigón.
Cada año, el fin de semana más cercano al 5 de agosto, se reúnen miles de devotos en una fiesta que tiene por característica el reencuentro de todos los Palmeros, Canarios y Venezolanos, al pie de su "Virgen Morena", la excelsa Virgen de Las Nieves, patrona de la isla de La Palma.

### Colombia

#### Olaya
Municipio del Departamento de Antioquia, ubicado en la subregión del occidente antioqueño, a orillas del Río Cauca, tiene como excelsa patrona a Nuestra Señora la Virgen de las Nieves, cuya festividad es el 5 de agosto.
Bogota
La iglesia fue construida en 1568, pero fue destruida por un incendio en 1594. Reconstruida en 1643 con dinero de los fieles, y en su vecindario se fundó la cofradía de Nuestra Señora de las Nieves. Allí abrió sus puertas el noviciado del mismo nombre en 1656. El terremoto de 1917 afectó muy seriamente la estructura, que fue derribada en 1922 y fue a su vez reemplazada por la actual iglesia.

### Antártida[12]

#### Sagrarios en el Polo Sur
¿Cómo llegó la fe hasta estos lugares? Con las expediciones científicas en el polo sur, muchas de ellas patrocinadas por ejércitos de distintos gobiernos. Así fue como el 20 de febrero de 1946 el jesuita Felipe Lérida -que en su juventud soportó los fríos de su Soria natal- celebró la primera Misa en el territorio antártico, tras levantar una cruz de 8 metros, en la base científica argentina Arcadas, la primera en establecerse en el continente antártico, en 1904. 
Tras celebrar el oficio religioso, en la medianoche del 20 de febrero de 1946, el padre Lérida envió este telegrama al Papa Pío XII: “Celebrada primera misa, erigida Cruz, establecido culto Virgen María, Continente Antártico, Islas Orcadas, República Argentina. Solicita bendición Padre Lérida, Jesuita, Buenos Aires”. No son las palabras de Armstrong al pisar la luna, pero también son memorables. 
La presencia humana en el continente no ha dejado de crecer y actualmente hay 43 bases permanentes, de 20 países distintos, que albergan una población en invierno de unas 1100 personas, aunque en los meses de verano su número casi se cuadruplica.

#### Misas heladas
La mayoría de las construcciones en las que se albergan estas capillas son muy rudimentarias, partiendo de contenedores de construcción y otros sencillos modelos prefabricados. Como las condiciones climáticas son extremas, las instalaciones de los polos suelen ser pequeñas, más aún teniendo en cuenta que el número de fieles que asiste a las celebraciones litúrgicas es muy reducido. 
La capilla de Nuestra Señora de las Nieves, la que se encuentra más al sur en todo el planeta, está situada en la base argentina de Belgrano II y se celebra misa a 18° bajo cero, por lo que las ceremonias no deben durar mucho tiempo. Hay que reconocer que se trata de un frío tolerable gracias a que es muy seco. El resto de lugares de culto cuentan con algo de calefacción, por lo que se puede estar en unas condiciones mínimas.  
De todas las capillas de la Antártida, la de Las Nieves es sin duda la más espectacular, pues está dentro de un glaciar y todo el interior es de hielo. Quizá sea el sagrario más al sur del mundo. La fotografía que ilustra este reportaje da cuenta de su belleza. Dentro la temperatura se mantiene constante, pero fuera fácilmente puede hacer -35° en verano.